# Кеты (деревня)
Кеты — деревня в Пермском районе Пермского края. Входит в состав Култаевского сельского поселения.

## Географическое положение
Деревня расположена на правом берегу реки Усолка (приток реки Нижняя Мулянка), примерно в 5,5 км к востоку от административного центра поселения, села Култаево. Вблизи деревни (к северо-востоку от неё) находится аэропорт Большое Савино.

## Население
| 2010 |
| ---- |
| 17   |

## Улицы
- Занинская ул.
- Овражная ул.
- Родниковая ул.

## Топографические карты
- Лист карты O-40-76 Юго-камский. Масштаб: 1 : 100 000. Состояние местности на 1983 год. Издание 1984 г.